# Kimberose
Kimberly Rose Kitson Mills, dite Kimberose, née le 23 juillet 1991 à Athis-Mons, dans l'Essonne, est une auteure-compositrice-interprète franco-ghano-anglaise
En 2015, elle forme son groupe, aussi appelé Kimberose, avec Anthony Hadjadj.

## Biographie

### Jeunesse etNouvelle Star
Kimberly Rose Kitson-Mills naît le 23 juillet 1991 à Athis-Mons, dans l'Essonne, d'un père anglais et d'une mère ghanéenne qui se séparent quand elle avait deux ans. Elle vit les 12 premières années de sa vie en banlieue parisienne, puis à Chantilly, à partir de 2017.
« Je chante depuis que je suis toute petite. Le premier album que j’ai acheté c’est The Miseducation de Lauryn Hill que j’écoute encore aujourd'hui. J'ai d'abord écouté de la pop. Je suis de la génération Britney Spears. J’ai commencé à écouter de la soul quand j’ai rencontré Anthony et Alex, j’ai découvert Billie Holiday, Etta James, Nina Simone, Sam Cooke », explique-t-elle dans une vidéo publiée sur YouTube.
En 2009, à dix-huit ans, elle est étudiante en psychologie dans le but d’être profileuse, avant d’abandonner. À la fac, elle rencontre Anthony Hadjadj, alors infirmier, qui est guitariste et fait de la musique avec son ami Alexandre Delange, pianiste devant qui elle chante dans la cuisine de leur colocation, avec « un accent anglais parfait, une émotion envoûtante, une voix de la soul, tout simplement », se souvient Hadjadj,.
Poussée par son ami Anthony Hadjadj, Kimberly Kitson Mills s’inscrit à la Nouvelle Star en 2013, où elle reprend Sympathique (je ne veux pas travailler) de Pink Martini et You Gotta Be de Des'ree avant d’être éliminée au second prime time du 19 décembre 2013.

### Groupe etChapter One(2017-2020)
En 2015, elle collabore avec deux nouveaux musiciens, un bassiste et un batteur. Ensemble, ils baptisent leur groupe Kimberose parce qu’« enfin Kimberly ose ». Le groupe se présente, le 29 septembre 2017, à l’émission Taratata 100% Live sur France 2 dans laquelle Kimberly Kitson Mills chante I'm Sorry, chanson venant de leur premier EP intitulé It’s Probably Me sorti le même jour.
Leur premier album, Chapter One, sort le 16 mars 2018 chez le nouveau label indépendant Six et Sept, créé par Pascal Nègre et dirigé par Julien Creuzard, et signé pour la scène[Quoi ?] par Gérard Drouot[réf. nécessaire].
En décembre 2018, le groupe reprend[Où ?] la chanson Smile de Charlie Chaplin[réf. nécessaire].

### Out(depuis 2021)
Le 21 janvier 2021, sort Out, deuxième album signé Kimberose, bien que seule la chanteuse Kimberly Rose Kitson Mills en soit à l'origine cette fois-ci[pas clair].
Le 26 août 2021, elle sort le single Nos plus belles années en duo avec Grand Corps Malade, présent sur la réédition de l'album Mesdames de celui-ci. Elle chante exceptionnellement en français sur cette chanson. Ce titre sort également sur une réédition de l'album Out.

## Membres du groupe Kimberose
- Kimberly Rose Kitson Mills — auteure-compositrice-interprète[3]
- Anthony Hadjadj — guitare
- Thimothé — piano
- Jérémy Louwerse - bassiste
- Frédéric Drouillard - batteur

## Discographie

### Singles
- 2016 : About Us
- 2017 : I'm Sorry
- 2017 : It's Probably Me
- 2018 : I'm A Fool
- 2018 : Where Did You Sleep Last Night
- 2018 : Smile
- 2020 : Back On My Feet
- 2021 : Weak And Ok
- 2021 : L'envie de valser
- 2021 : Nos plus belles années (en duo avec Grand Corps Malade)
- 2023 : You Made Me pray
- 2024 : I'm On A Roll
- 2024 : Anita